# Shiho Tomari
Shiho Tomari (泊 志穂 Tomari Shiho?), född 26 mars 1990, är en japansk fotbollsspelare som spelar för Wacker Innsbruck.
Shiho Tomari spelade 2 landskamper för det japanska landslaget.